# Масерија Костамарота (Беневенто)
Масерија Костамарота је насеље у Италији у округу Беневенто, региону Кампанија.
Према процени из 2011. у насељу је живело 41 становника. Насеље се налази на надморској висини од 721 м.